# برايان بويل
برايان بويل (بالإنجليزية: Brian Boyle)‏ هو لاعب هوكي الجليد أمريكي، ولد في 18 ديسمبر 1984 في هينغهام في الولايات المتحدة.

## وصلات خارجية
- برايان بويل على موقع دوري الهوكي الوطني (الإنجليزية)
- برايان بويل على موقع قاعة مشاهير الهوكي (لاعب أن.إتش.أل) (الإنجليزية)
- برايان بويل على موقع EliteProspects.com (الإنجليزية)
- برايان بويل على موقع HockeyDB.com (الإنجليزية)
- برايان بويل على موقع Hockey-Reference.com (الإنجليزية)